# Kanton Albertville-2
Albertville-2 is een kanton van het Franse departement Savoie. Het kanton maakt deel uit van het arrondissement Albertville.

In 2018 telde het 24.019 inwoners.

Het kanton werd gevormd ingevolge het decreet van 27 februari 2014 met uitwerking op 22 maart 2015.

## Gemeenten
Het kanton omvat volgende gemeenten:
- Albertville (hoofdplaats) (zuidelijk deel)
- Bonvillard
- Cléry
- Frontenex
- Gilly-sur-Isère
- Grésy-sur-Isère
- Grignon
- Montailleur
- Monthion
- Notre-Dame-des-Millières
- Plancherine
- Saint-Vital
- Sainte-Hélène-sur-Isère
- Tournon
- Verrens-Arvey